# Елагина, Елена Владимировна
Елена Владимировна Елагина (4 июля 1949, Москва — 25 сентября 2022) — советская и российская художница, одна из ведущих представителей московского концептуализма, автор объектов и инсталляций. Почётный член Российской академии художеств.
Соавтор и жена художника Игоря Макаревича (род. 1943), их тандем — один из самых успешных и многолетних союзов на российской художественной сцене.

## Биография
Родилась 4 июля 1949 года.
В 1967 году окончила Московскую среднюю художественную школу при Институте им. В. И. Сурикова. До 1972 года занималась у Алисы Порет, почти в то же время (1964—1976) работала с Эрнстом Неизвестным. В 1976 окончила Орехово-Зуевский государственный педагогический институт.
С 1979 года — постоянная участница акций группы «Коллективные действия».
С 1987 года — член Клуба авангардистов (КЛАВА).
С 1990 года в больших проектах часто творила в соавторстве с мужем Игорем Макаревичем. Их первым большим совместным проектом была «Закрытая рыбная выставка». Вместе они подготовили более 50 персональных выставок, среди них — выставки в Государственной Третьяковской галерее и «In situ» в Kunsthistorisches Museum (Вена).
2000 год сооснователь и председатель правления фонда «Художественные проекты».
2011 год — соучредитель общественной премии «Кариатида» (Нижний Новгород).
Скончалась 25 сентября 2022 года.

## Характеристика творчества
«Проекты Игоря Макаревича и Елены Елагиной, включающие в себя объекты и инсталляции, живопись, графику и фотографию, посвящены нескольким сквозным сюжетам, образующим индивидуальную мифологию художников, достаточно причудливую и произвольную, чтобы избежать подозрений в серьёзности всех этих квазимистических построений. Они обнаруживают присущий тоталитарным режимам культ холода (одним из символов которого становится, например, имперский орёл, наполовину покрытый коркой настоящего инея», пишет Ирина Кулик. «Игоря Макаревича и Елену Елагину можно с полным правом назвать классиками отечественного искусства. Яркие представители „московского романтического концептуализма“, они в своём творчестве соединили мощный теоретический базис с удивительным лиризмом и тонкой поэтикой. Жанр, в котором работает этот семейный дуэт, правильнее всего было бы описать как тотальную художественно-концептуальную мистификацию», считает Александра Данилова.
«С ранних лет в Елагиной сочетался часто противоречивый интерес к слову и образу. С тех пор отдельно выделенное слово сопровождается в её объектах рядом изобразительных элементов, комментирующих его и вступающих с ним в многообразные отношения», пишет критик.

## Выставки
- 2009 — участница Основного проекта 53-й Венецианской биеннале[6].
- 2011 — участница выставки «Пустые зоны. Андрей Монастырский и „Коллективные действия“» в Павильоне России на 54-й Венецианской биеннале[6].

## Награды
- Лауреатка VII Всероссийского конкурса в области современного визуального искусства «Инновация» в номинации «За творческий вклад в развитие современного искусства» (2012)[6].
- В 2021 году Игорь Макаревич и Елена Елагина стали лауреатами второй Московской Арт Премии[1].